# Gare de Curchy-Dreslincourt
Gare de Curchy-Dreslincourt vasútállomás Franciaországban, Curchy településen.

## Vasútvonalak
Az állomást az alábbi vasútvonalak érintik:
- Amiens-Laon-vasútvonal

## Kapcsolódó állomások
A vasútállomáshoz az alábbi állomások vannak a legközelebb: